# 第18軍 (ドイツ軍)
第18軍 (ドイツ軍)（独Deutsche 18. Armee）は、第二次世界大戦時のドイツ軍の部隊である。

## 歴史
1939年11月、第VI軍管区で編成され、フランスの戦いの際には、オランダ、ベルギーで戦いに参加、その後の1940年にフランスへ移動した。
1941年、第18軍はバルバロッサ作戦に参加するため、ドイツ・ソビエト連邦国境に移動した。第18軍は1945年前半まで北方軍集団に所属して戦ったが、ソビエト連邦がバグラチオン作戦を発動させ、北方軍集団がクールラントに包囲された時、第18軍も含まれていた。後に、北方軍集団がクールラント軍集団と改名された時、第18軍は第16軍とともにその所属となった。
第18軍はクールラント・ポケットで終戦まで戦い、ソビエト赤軍に降伏、所属将兵はソビエト赤軍の捕虜となり、強制収容所へ送られ、その大部分は故郷へ帰ることはなかった。

## 司令官
| 着任          | 離任          | 階級（当時） | 氏名                                   |
| ------------- | ------------- | ------------ | -------------------------------------- |
| 1939年11月5日 | 1942年1月16日 | 砲兵大将     | ゲオルク・フォン・キュヒラー           |
| 1942年1月16日 | 1944年3月29日 | 上級大将     | ゲオルク・リンデマン                   |
| 1944年3月29日 | 1944年9月2日  | 砲兵大将     | ヘルベルト・ロッホ （de:Herbert Loch） |
| 1944年9月5日  | 1945年5月8日  | 歩兵大将     | エーレンフリート・ベーゲ               |